# Curie-Weiss-Gesetz
Das Curie-Weiss-Gesetz (nach Pierre Curie und Pierre-Ernest Weiss) beschreibt die magnetischen Eigenschaften von ferromagnetischen Substanzen in deren paramagnetischer Phase, in denen magnetische Kooperativ-Effekte zur Abweichung vom idealen Curie-Verhalten {\displaystyle \chi _{m}={\tfrac {C}{T}}} führen. Solche Kooperativ-Effekte treten aufgrund der Austauschwechselwirkung auf, die direkte Wechselwirkung magnetischer Dipolmomente benachbarter paramagnetischer Atome spielt eine untergeordnete Rolle. Durch diese Beeinflussung kommt es unterhalb der Curie-Temperatur zu Ferromagnetismus.
Das Curie-Weiss-Gesetz zeigt die Temperatur-Abhängigkeit der magnetischen Suszeptibilität {\displaystyle \chi _{m}} eines Ferromagneten in der Hochtemperaturphase, d. h. oberhalb der Curie-Temperatur {\displaystyle T_{c}:}
{\displaystyle \chi _{m}={\frac {C}{T-T_{c}}}}
mit der Curie-Konstanten {\displaystyle C}.
Die Gleichung besagt, dass die magnetische Suszeptibilität in der paramagnetischen Phase bei Annäherung der Temperatur {\displaystyle T} von oben an die Curie-Temperatur divergiert.

## Analogon bei ferri- und antiferromagnetischen Systemen
Bei ferri- und antiferromagnetischen Systemen kann die magnetische Suszeptibilität oberhalb ihrer Phasenumwandlungstemperatur, der Néel-Temperatur {\displaystyle T_{N},} durch eine leicht veränderte Formel beschrieben werden:
{\displaystyle \chi _{m}={\frac {C}{T+T_{N}}}.}
In diesem Fall „divergiert“ die Suszeptibilität der Hochtemperaturphase scheinbar gegen eine negative Temperatur.